# Bzówki
Bzówki – wieś w Polsce położona w województwie łódzkim, w powiecie kutnowskim, w gminie Nowe Ostrowy.
Przez wieś prowadzi droga krajowa droga krajowa 91.
W latach 1975–1998 miejscowość administracyjnie należała do województwa płockiego.